# Falendysz
Falendysz – dawna nazwa tkaniny wysokiej jakości. Pierwotnie oznaczała ona tkaninę wełnianą importowaną z Anglii za pośrednictwem kupców holenderskich lub niemieckich używających określenia vijn londisch (wym.: fejn londisz), a pochodzącego od przymiotnika vijn (pierwszorzędny, wyśmienity) oraz od niderlandzkiej nazwy Londynu - Londen. W starszych zapisach znajduje się też niemiecką wersję - fein lündisch, co mogło być północnoniemieckim wariantem Lunden. W języku niderlandzkim i niemieckim vijn lub fein oznaczają też towar dobry gatunkowo (niem. Feinware). W użyciu było też kiedyś określenie fein holländisch na dobre sukno pochodzące z Holandii. Nazwy wyszły z użycia prawdopodobnie jeszcze w XVIII wieku.  